# Ephedra aspera
Ephedra aspera là một loài thực vật hạt trần trong họ Ephedraceae. Loài này được Engelm. ex S.Watson mô tả khoa học đầu tiên năm 1882.